# توقي (ديباج)
توقي (بالفارسية: توقی) هي قرية تقع في إيران في قسم دیباج الريفي. يقدر عدد سكانها بـ 85 نسمة بحسب إحصاء 2016.